# 1947년 칸 영화제
제2회 칸 영화제는 1947년 9월 12일부터 1947년 9월 25일까지 열린 영화제이다. 프랑스 칸에서 개최되었다.

## 수상

### 그랑프리
- 앙트완과 앙트와네트 - 자크 베케르 수상
- 악당들 - 르네 클레망 수상
- 십자포화 - 에드워드 드미트릭 수상
- 지그펠드 폴리스 - 빈센트 미넬리 수상
- 덤보 - 벤 샤프스틴 수상